# Saint-Avre
Saint-Avre település Franciaországban, Savoie megyében. Lakosainak száma 895 fő (2022. január 1.). Saint-Avre La Chambre, Montvernier, Saint-Étienne-de-Cuines, Sainte-Marie-de-Cuines, Saint-Martin-sur-la-Chambre és Saint François Longchamp községekkel határos.

## Népesség
A település népessége az elmúlt években az alábbi módon változott:
| Lakosok száma | 853  | 868  | 888  | 868  | 878  | 889  | 899  | 894  | 895  |
|               | 2013 | 2015 | 2016 | 2017 | 2018 | 2019 | 2020 | 2021 | 2022 |